# Eicca Toppinen

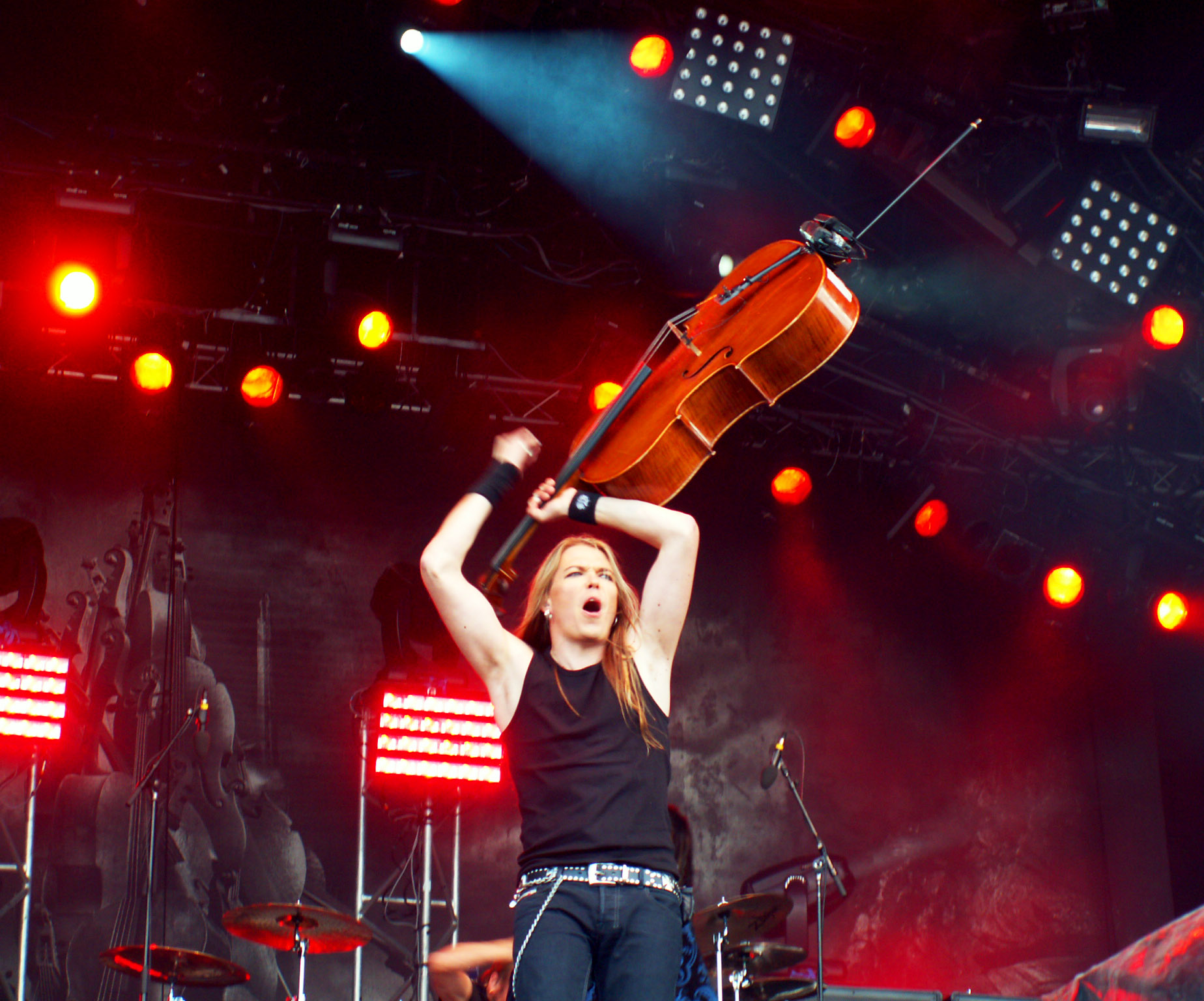
Eicca Toppinen (Apocalyptica) au Hellfest 2011

Eicca Toppinen, né Eino Matti Toppinen le 5 août 1975 à Vantaa (Finlande), est un violoncelliste finlandais. Il est principalement connu pour être le fondateur et compositeur du groupe Apocalyptica.

## Biographie
Eicca naît le 5 août 1975 à Vantaa. Il grandit à Hakunila, un quartier de Vantaa. Il est issu d'une fratrie de cinq enfants, avec trois sœurs et un frère. Il commence à jouer du violoncelle à l'âge de 9 ans et fait ses premiers enregistrements avec ses sœurs, principalement pour les fêtes de Noël. 
Il étudie par la suite à l'Académie Sibelius à Helsinki duquel il ressort diplômé. C'est durant ses études qu'il fait la connaissance de Paavo Lötjönen, Antero Manninen et Max Lilja, qui deviendront par la suite les futurs membres d'Apocalyptica. C'est également durant ses études à l'Académie qu'Il fonde avec ses amis "Cellosextet". Après ses études, il jouera avec plusieurs groupes de musique, notamment Avanti! Chamber Orchestra ou bien l'Orchestre Radio Symphonique de Finlande.
C'est en 1993, alors qu'il est encore étudiant à l'Académie Sibelius, qu'il forme Apocalyptica, après avoir entendu l'orchestre Vivo Christian jouer trois chansons de l'album Ride the Lightning de Metallica. En 1995, le groupe joue au Teatro Heavy Metal Club de Helsinki avec le groupe HIM. Une semaine plus tard, il est contacté par Kari Hynninen du label Zen Garden Records qui lui propose d'enregistrer un album. Le premier album d'Apocalyptica, Plays Metallica by Four Cellos, est publié le 13 juin 1996.
C'est en 1997 qu'il se marie avec l'actrice Kirsi Ylijoki. De ce mariage naîtra deux enfants : Eelis en 1998 et Ilmari en 2002.
En décembre 2007, il est invité, avec sa femme, à une réception chez la présidente de la République Tarja Halonen, qui lui fera manquer le seul concert de sa carrière avec Apocalyptica à Strasbourg. 
En dehors d'Apocalyptica, il est impliqué dans divers projets, comme pour le film finlandais Musta Jää pour lequel il compose la musique. Il reçoit même à cette occasion un Jussi Award le 3 février 2008 pour récompenser son travail.

## Discographie avecApocalyptica
- Plays Metallica by Four Cellos (1996)
- Inquisition Symphony (1998)
- Cult (2000)
- Cult Spécial Édition (2001)
- Best of Apocalyptica (2002)
- Reflections (2003)
- Reflections Revised (2003)
- Apocalyptica (2005)
- Amplified: A Decade of Reinventing the Cello (2006)
- Worlds Collide (2007)
- 7th Symphony (2010)
- Shadowmaker (2015)
- Cell-0 (2020)

## Galerie

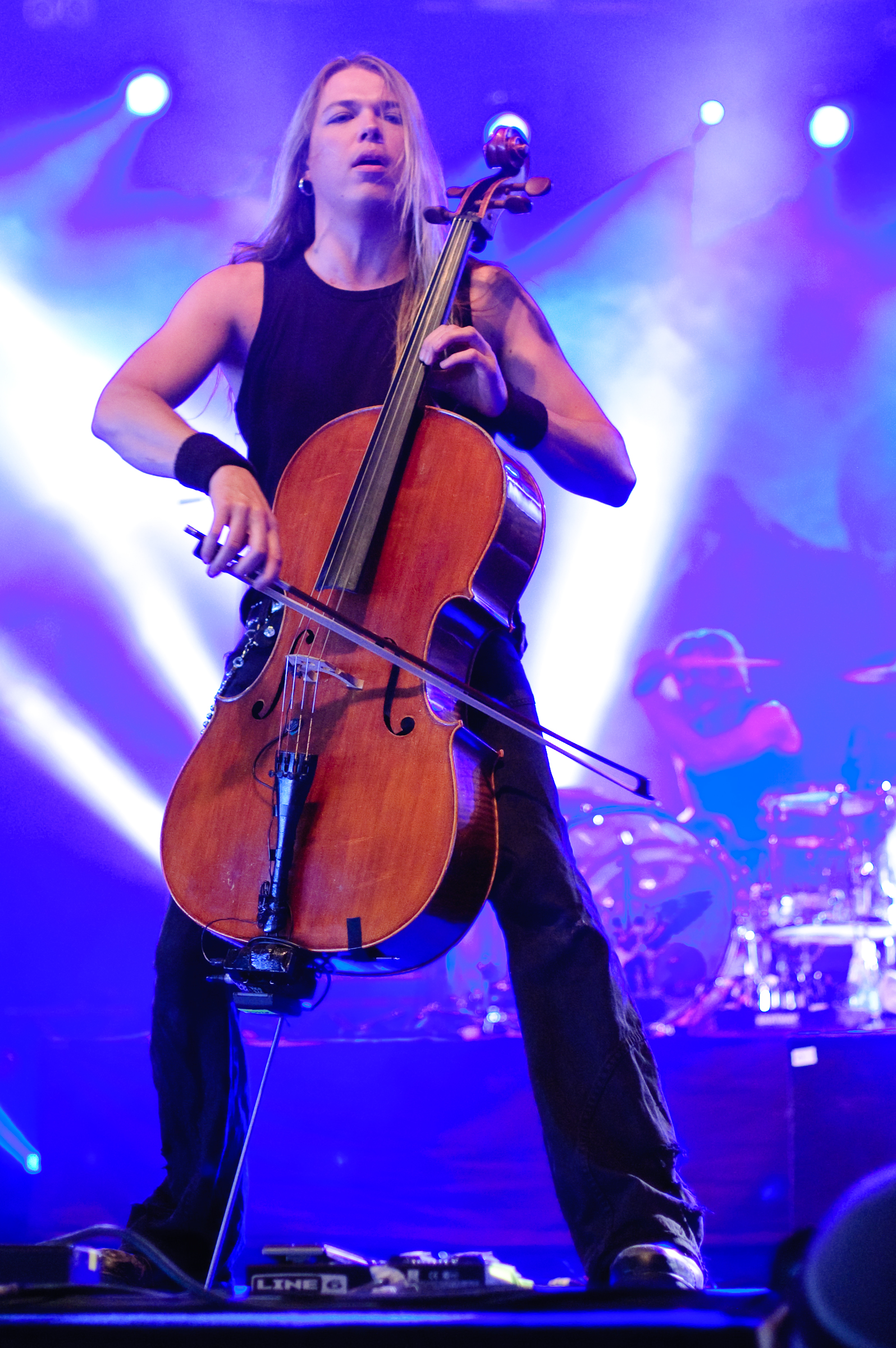
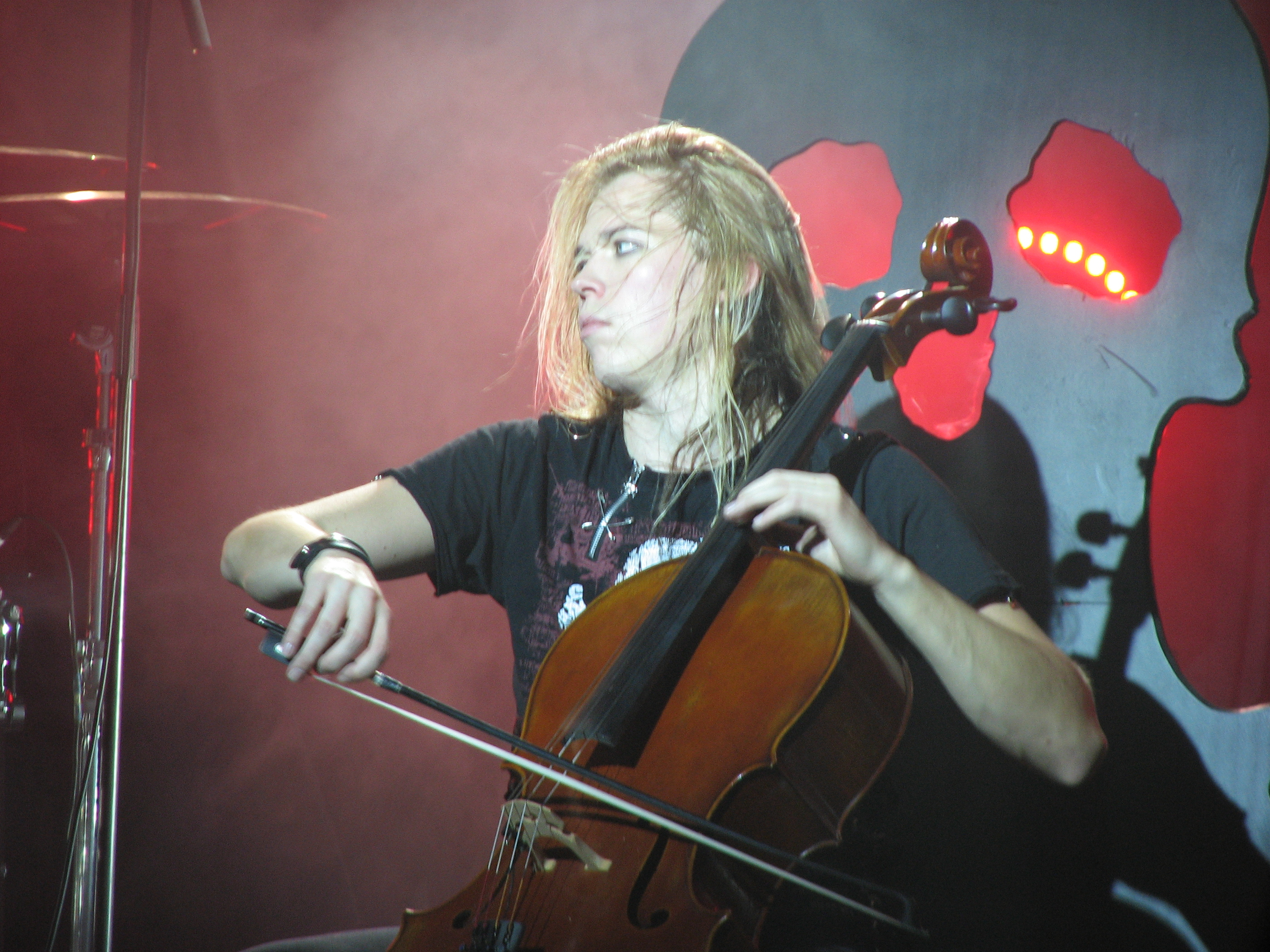
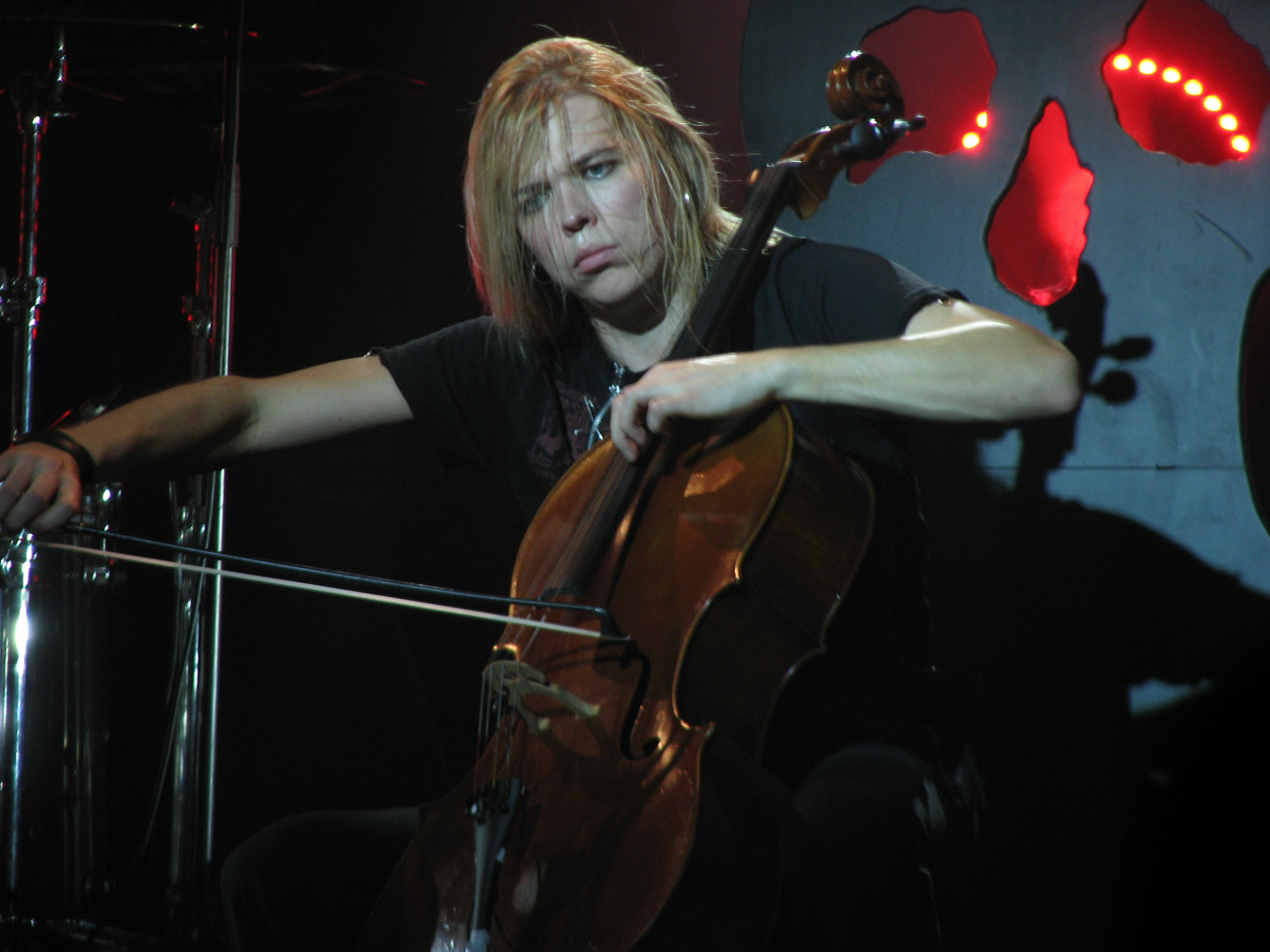
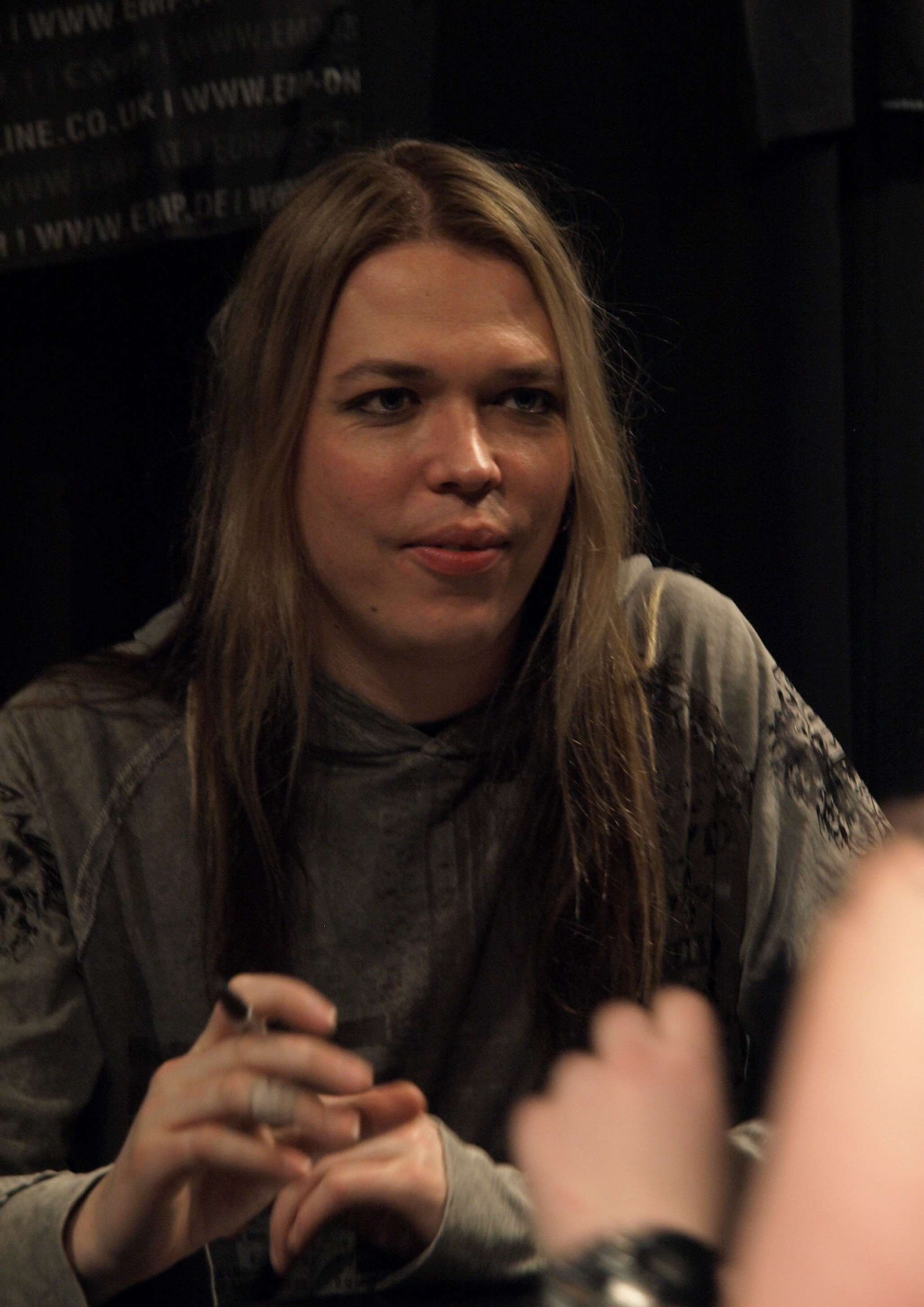